# Kirill Isachenko
Kirill Isachenko (tiếng Belarus: Кірыл Ісачэнка; tiếng Nga: Кирилл Исаченко; sinh 23 tháng 4 năm 1997) là một cầu thủ bóng đá Belarus. Tính đến năm 2017, anh thi đấu cho Krumkachy Minsk.